# 松本楓湖
松本 楓湖（まつもと ふうこ、天保11年9月14日（1840年10月9日） - 大正12年（1923年）6月22日）は、幕末から大正時代の尊皇家・日本画家。

## 来歴

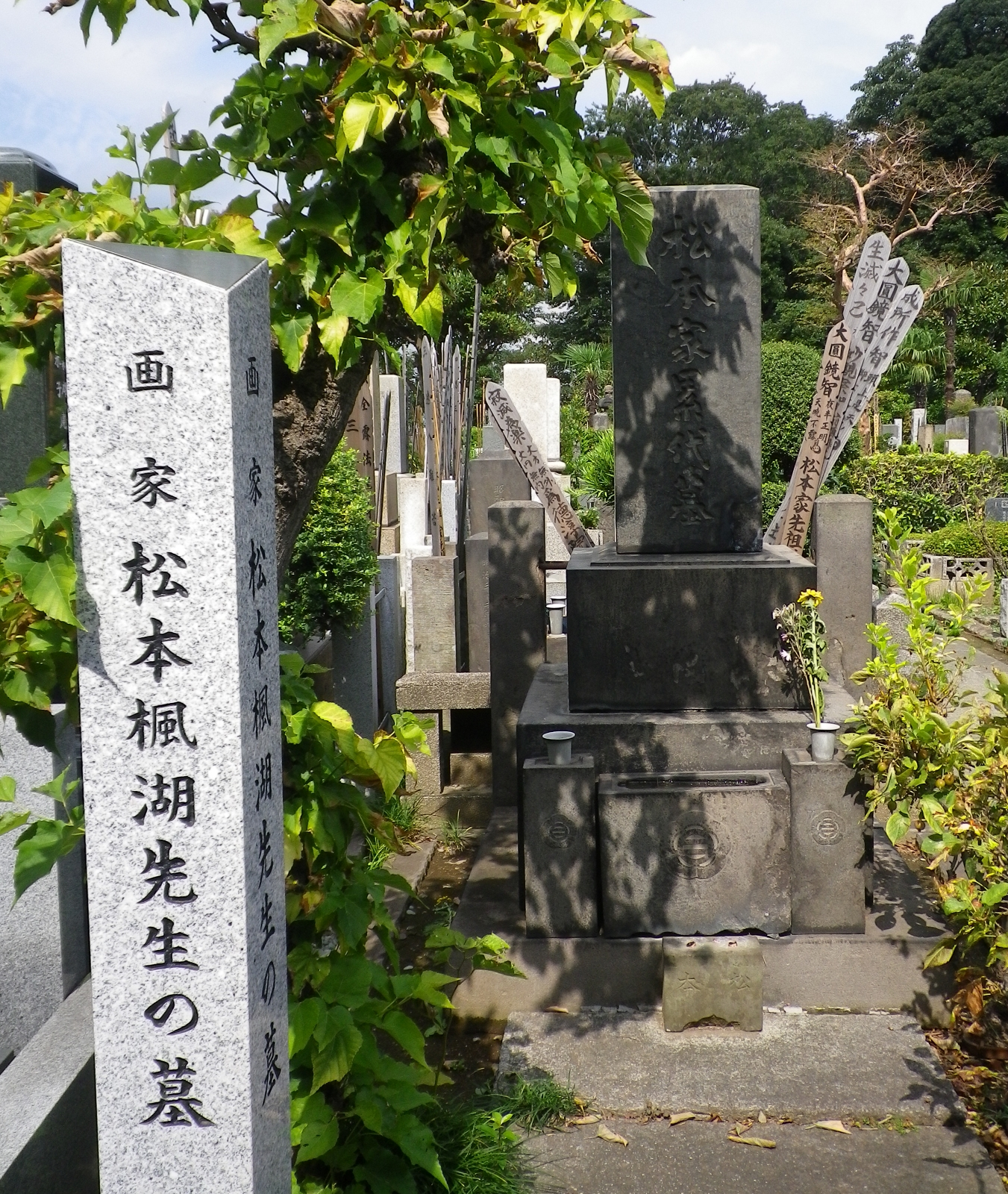
松本楓湖の墓（全生庵）

天保11年9月14日（1840年10月9日）、常陸国河内郡寺内村（のちの稲敷郡新利根町寺内、現在の茨城県稲敷市寺内）に、松本宗庵の三男として生まれる。名は敬忠。幼名は藤四郎、通称は藤吉郎。父宗庵は漢方医で、漢学の素養もあり近所の子弟に教えていたという。
楓湖は幼いころから絵を好み、一般に人物を描くのに右向きの顔ばかりで左向きの顔は容易に描けないものだが、楓湖は左右どちらも自在に描けたという。最初息子が絵師になるのを反対していた父もこれを見て画人になるのを許し、数え12歳の楓湖を連れ嘉永4年（1851年）秋に江戸に出て、浮世絵師の歌川国貞への弟子入りを頼むが、断られて帰国している。
2年後の嘉永6年（1853年）再び江戸へ出て、鳥取藩の御用絵師・沖一峨に学ぶ。一峨は狩野派や琳派、南蘋派に学んで濃彩華麗な花鳥画を得意とした絵師であり、楓湖も一峨から華やかな色彩感覚を学んだ。安政2年（1855年）16歳のとき「洋峨」の号で、地元茨城県の実家近くの逢善寺本堂天井画「天人図」などを描く。一峨が亡くなった翌年安政3年（1856年）17歳で、谷文晁の高弟で彦根藩御用絵師佐竹永海の画塾に入り、画号を永峨と改めた。この頃から武田二十四将図をモチーフとする作画を開始。

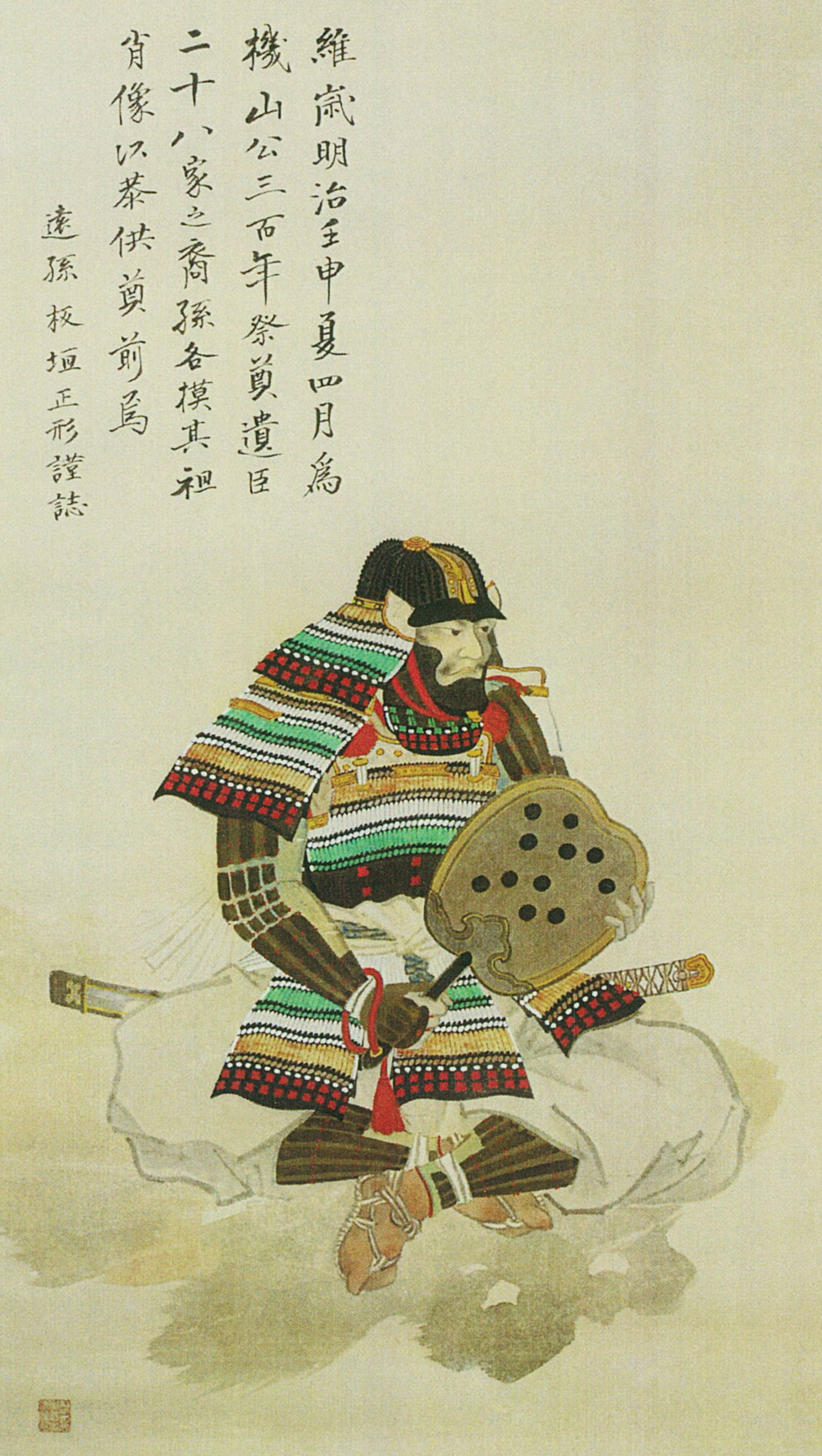
板垣駿河守信方肖像 安政7年筆
（松本楓湖画、板垣退助揮毫）

入塾して5年後には塾頭となったが、文久2年（1861年）前後から尊皇運動に転じており、勤皇画家として知られた。自身も剣術を修め、水戸藩の武田耕雲斎や藤田小四郎らと交わり勤王党を援助している。元治元年（1864年）天狗党の乱が起きるとこれに参加、幕府軍に敗れて一時郷里で蟄居する。
翌慶応元年（1865年）江戸に戻り、再び画道に専心する。明治元年（1868年）、歴史人物画の画題を『前賢故実』に依っていた楓湖は、永海の許しを得て菊池容斎に入門、画号を楓湖に改める。画号の由来は、郷里が霞ヶ浦に近く、その一入江が通称「カエデ湖」と呼ばれていたことに因む。
明治10年代には、浅草の自宅に安雅堂画塾（あんがどうがじゅく）を創設し、今村紫紅（いまむら　しこう）、速水御舟（はやみ　ぎょしゅう）、小茂田青樹（おもだ　せいじゅ）など非常に多くの画家を世に送り出した。
画道に専心する一方で、生活の糧として輸出商アーレンス商会の依頼で、輸出用七宝の下絵なども描いている。明治15年（1882年）、宮内省より出版された欽定教科書『幼学綱要』において、大庭学仙、竹本石亭、月岡芳年、五姓田芳柳らの候補の中から楓湖が選ばれ、全7巻62図の挿絵を描き一躍名を轟かせた。
明治20年（1887年）には、その姉妹編といえる『婦女鑑』（全6巻）でも挿絵を担当している。なお、楓湖はこのころまで断髪せず、丁髷姿で通したという。明治21年から明治27年には自由民権家・末広鉄腸（旧宇和島藩士）らの小説の木版口絵を手がけており、政治小説などの口絵初期のもので白黒のものなどを描いている。
明治29年(1896年)、東京深川の3人の絵師により設立され、のちに新傾向派の青年画家の拠点となる巽画会（たつみがかい）が設立され、楓湖はその顧問をつとめた。同会には鏑木清方はじめ、岡倉天心と決裂した小竹兄弟や上村松園や菊池契月ら京都の画家まで参加するほどであった。
明治31年（1898年）、日本美術院の創設に参加、文展開設当初から（第4回まで）審査員にあげられた。歴史画に長じ、第4回内国勧業博覧会に「蒙古襲来・碧蹄館図屏風」（明治27年（1894年））、第1回文展に「静女舞」（明治40年（1907年））などを発表、大正8年（1919年）、帝国美術院会員となった。
大正12年（1923年）6月22日歿。享年82。墓所は東京都台東区谷中の全生庵。

## 画風

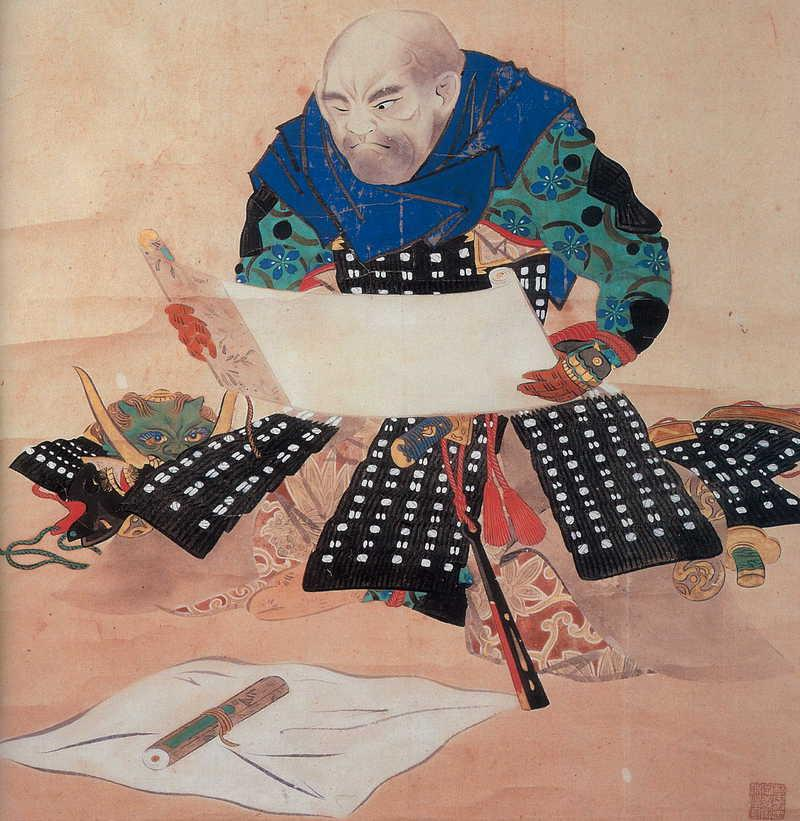
山本勘助画像（部分、「武田二十四将図」のうち）

楓湖は師である容斎の歴史画を継承し、それを次代へ橋渡ししたと評価される一方で、容斎の枠から大きく出なかった画家と言われる。しかし、楓湖が容斎の画風を墨守したのは、明治35年刊『日本美術画家列伝』の楓湖の項目によると容斎の意向が大きく、楓湖も師恩に報いようとしたと考えられる。また、依頼画は当時需要が高かった容斎風を堅持する一方、展覧会出品作は容斎の図様に基づきながらも、写実を取り込んだ独自性を打ち出そうとした意欲が認められる。また初期の宮内庁からの公的な仕事では、一峨から学んだ濃彩の作品が目立つ。また、旧派の画家と見做されがちであるが、保守的な日本美術協会には反対している。

## 門人
明治10年代に浅草栄久町の自宅に「安雅堂画塾」という私塾を開き、約400人とも言われる門下生を輩出した。本人は師・容斎から受け継いだ自由放任主義を貫き、自ら“投げやり教育”と言っていたが、初心者には親切で温情に富んだ指導をしたという。また、楓湖や容斎が模写した古名画の粉本模写を奨励し、モデルを用いた人物写生も行った。主な門下生に村岡応東、中島光村、今村紫紅、牛田鷄村、速水御舟、島崎柳塢、鴨下晁湖、高橋廣湖、前田錦楓、小茂田青樹、村上鳳湖、岩井昇山、松本凌湖（楓湖の四男）、椿桜湖、木本大果、中島清之、高橋松亭（甥）、富取風堂、上原古年、田中以知庵、永峰秀湖、坂巻耕漁、大久保楓閣、森作湖仙などがいる。

## 代表作

### 日本画
| 作品名             | 技法         | 形状・員数 | 寸法（縦x横cm） | 所有者                               | 年代                         | 落款・落款 | 備考 |
| ------------------ | ------------ | ---------- | --------------- | ------------------------------------ | ---------------------------- | --- | --- |
| 武田二十四将図     | 紙本著色     | 24幅       |                 | 恵林寺（武田信玄公宝物館保管・展示） | 1871-73年（明治4-6年）       | 落款「楓湖」（山県昌景像のみ）/「松本楓湖忠宇義卿號楓湖」白文方印・「松本永峨」白文方印「樵舟」朱文方印（山県昌景像のみ） | 明治5年4月12日（1872年5月18日）の武田信玄公三百回忌のため、その前年に真下晩菘が買い上げて恵林寺に奉納した。板垣退助の直筆による画讃のある板垣信方肖像は特に著名。ただし、24幅中6幅に明治5年から6年の識語があり、法要に参列できなかった者はその後に画讃を揮毫した例もある。画像上部の題字は、土浦藩に仕えた能書家の関思敬。 |
| 花籠と幽霊         | 紙本淡彩     | 1幅        |                 | 全生庵                               | 1875年（明治8年）            | | |
| 和装西洋婦人像     | 絹本著色     | 1幅        | 102.0x45.2      | 島根県立石見美術館                   | 明治前期（11年から12年以降） | | |
| 日本武尊           | 絹本著色     | 1幅        |                 | 青梅市立美術館                       | 1894年（明治27年）           | | |
| 蒙古襲来・碧蹄館図 | 絹本著色     | 六曲一双   |                 | 静嘉堂文庫美術館                     | 1895年（明治28年）           | | 第4回内国勧業博覧会へ出品し、妙技三等賞。 |
| 為朝護白川殿図     | 板絵著色金泥 | 絵馬一面   |                 | 金刀比羅宮                           | 1896年（明治29年）           | | 楓湖自身が奉納。この10年後にも修営料を寄進し、その後も作品を複数奉納しており、楓湖が金刀比羅宮に厚い信仰を持っていたことが窺えるが、その理由はよくわかっていない。 |
| 天照大神と須佐男命 | 絹本著色     | 1幅        |                 | 広島県立美術館                       | 1908年（明治41年）           | | |
| 神変大菩薩渡唐之図 | 絹本著色     | 1幅        |                 | 金刀比羅宮                           | 1910年（明治43年）           | | 第4回文展に「役小角渡唐図」の題で出品 |
| 七卿落図           | 絹本著色     | 1幅        | 123.9x44.9      | 毛利博物館                           | 明治時代                     | | |
| 招賢閣相見図       | 絹本著色     | 1幅        | 123.9x44.8      | 毛利博物館                           | 明治時代                     | | 七卿と随行の志士たちを毛利敬親・元徳親子が招賢閣で出迎えた様子。 |
| 十二ヶ月図         | 絹本著色     | 12幅       |                 | 茨城県近代美術館                     | 大正初期                     | | |

## ギャラリー

松本楓湖の作品
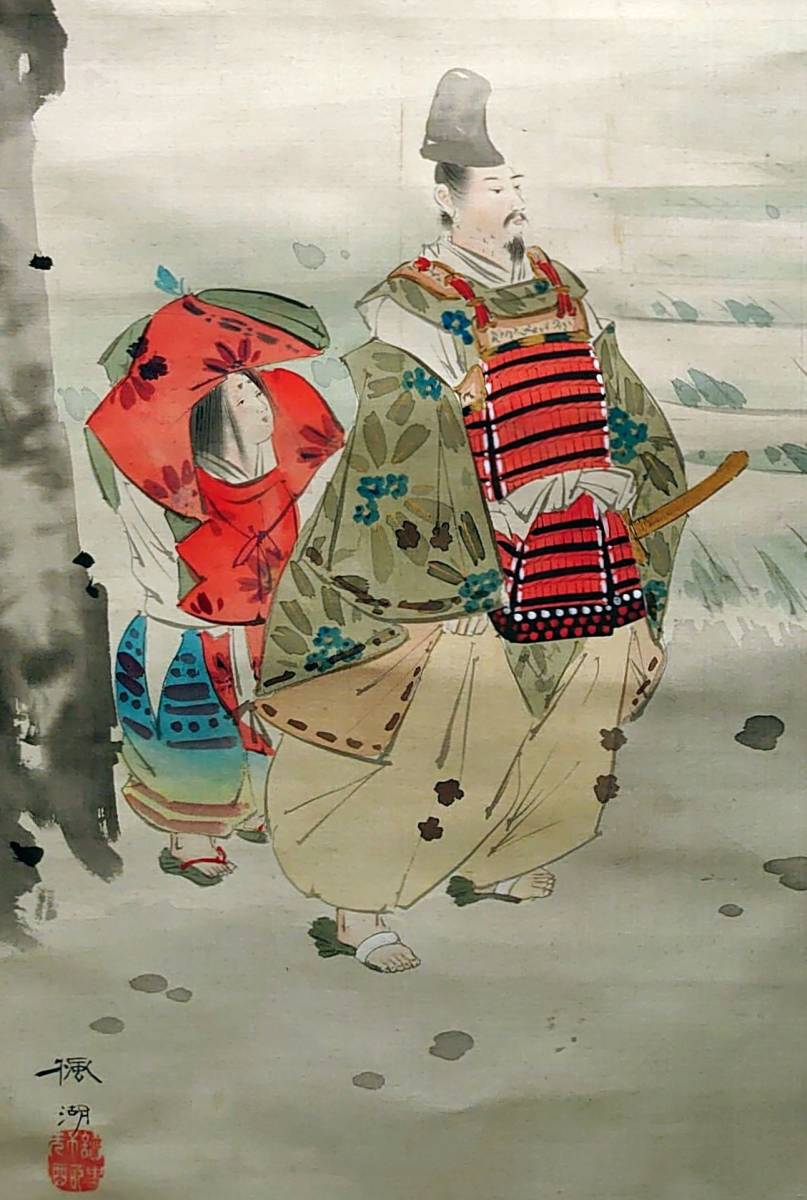
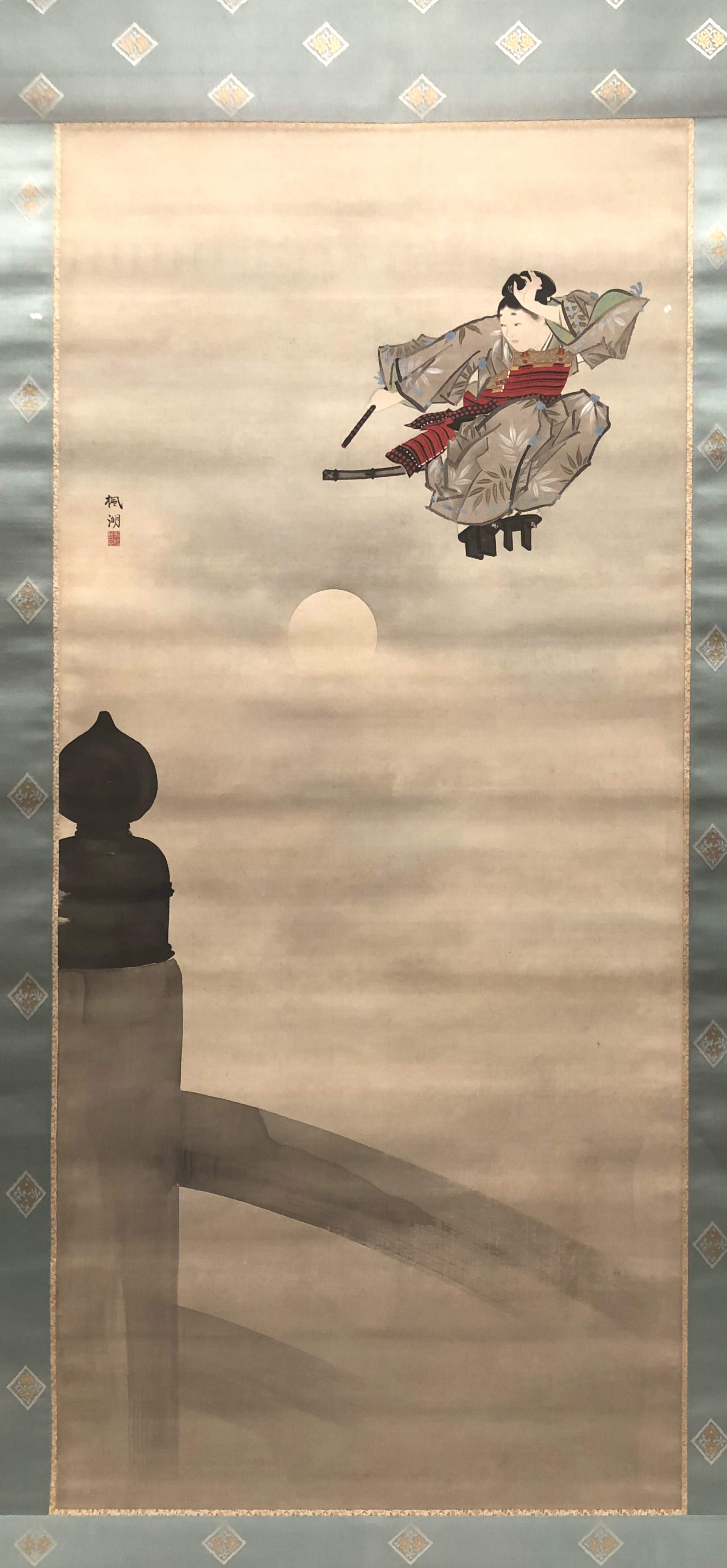
源義経
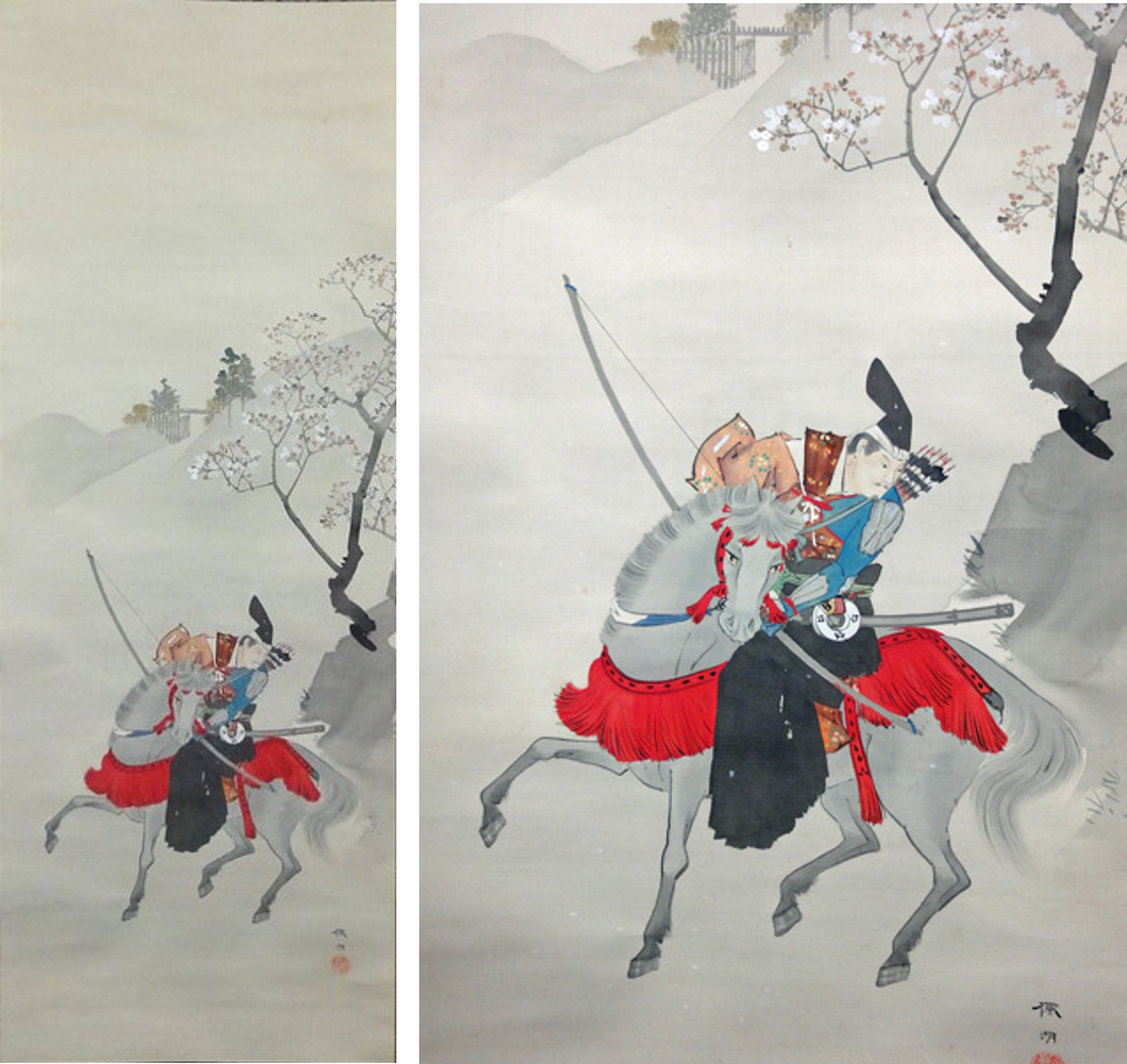
勿来の関
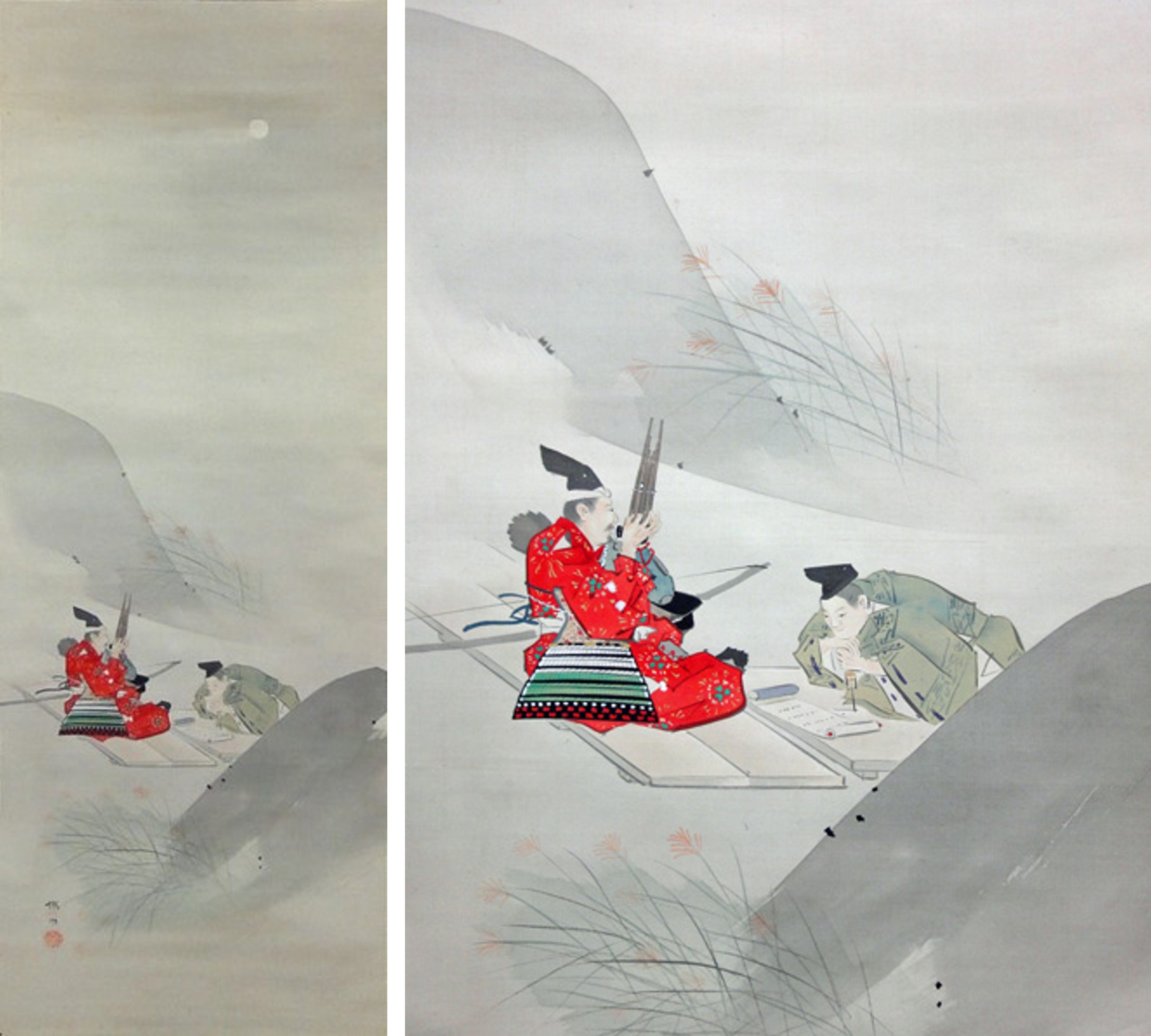
桜井の別れ
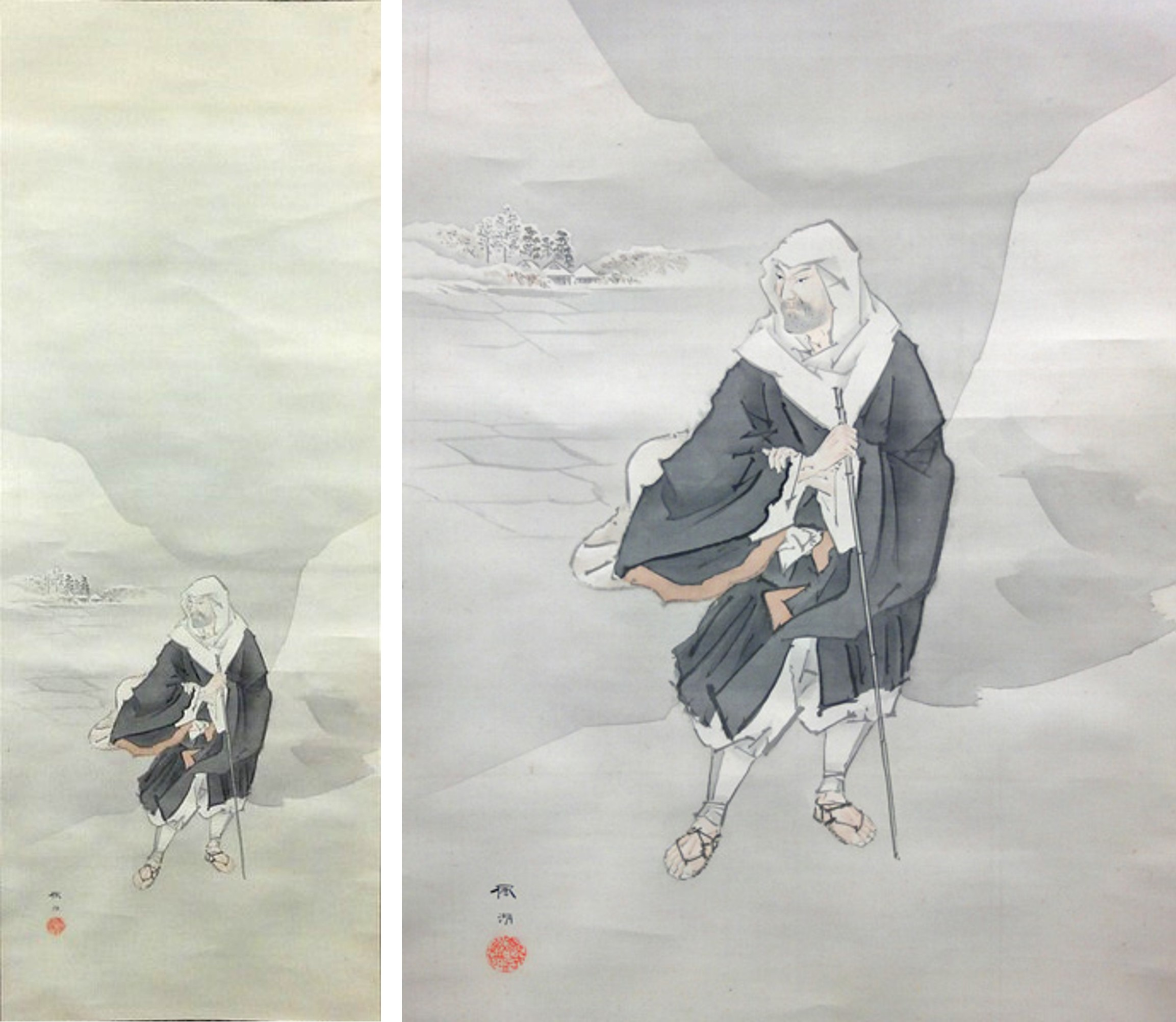
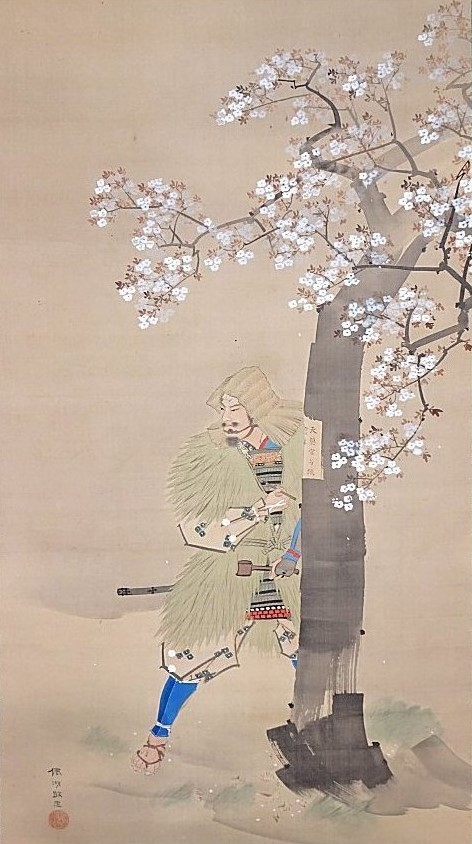
児島高徳
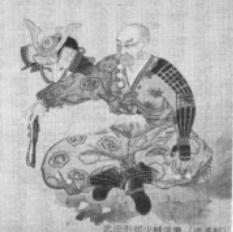
武田入道逍遥軒信綱
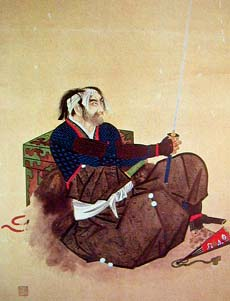
秋山伯耆守虎繁
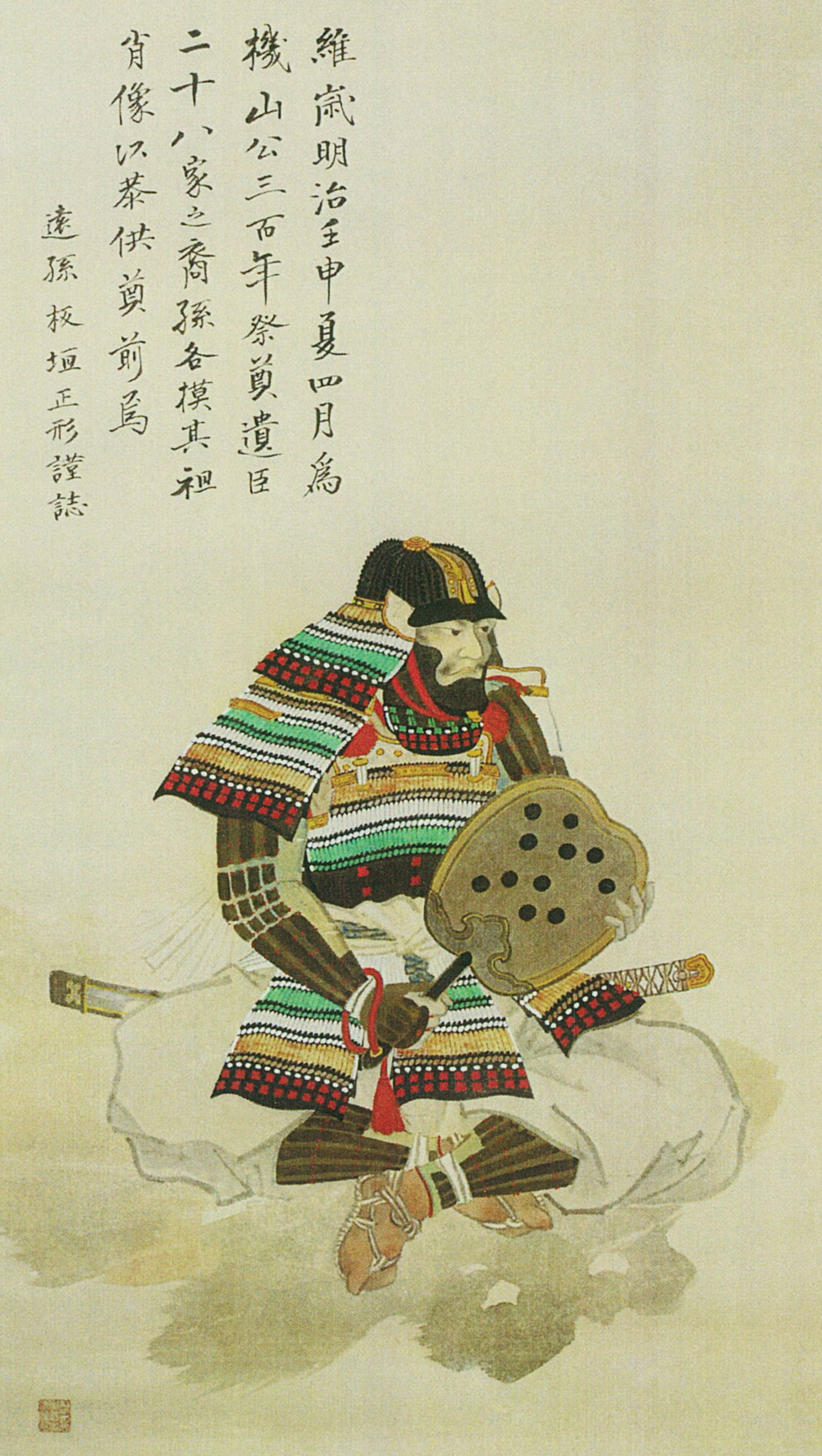
板垣駿河守信方
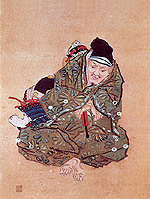
小幡山城守虎盛
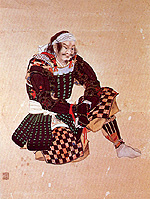
三枝勘解由左衛門昌貞
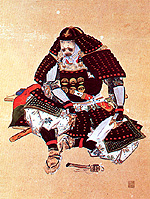
真田源太左衛門尉信綱
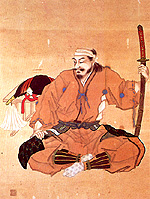
曽根下野守昌世
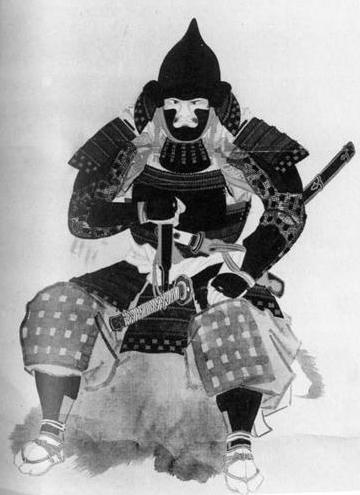
多田淡路守満頼
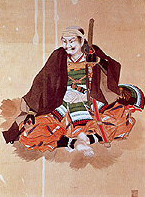
土屋右衛門尉昌続
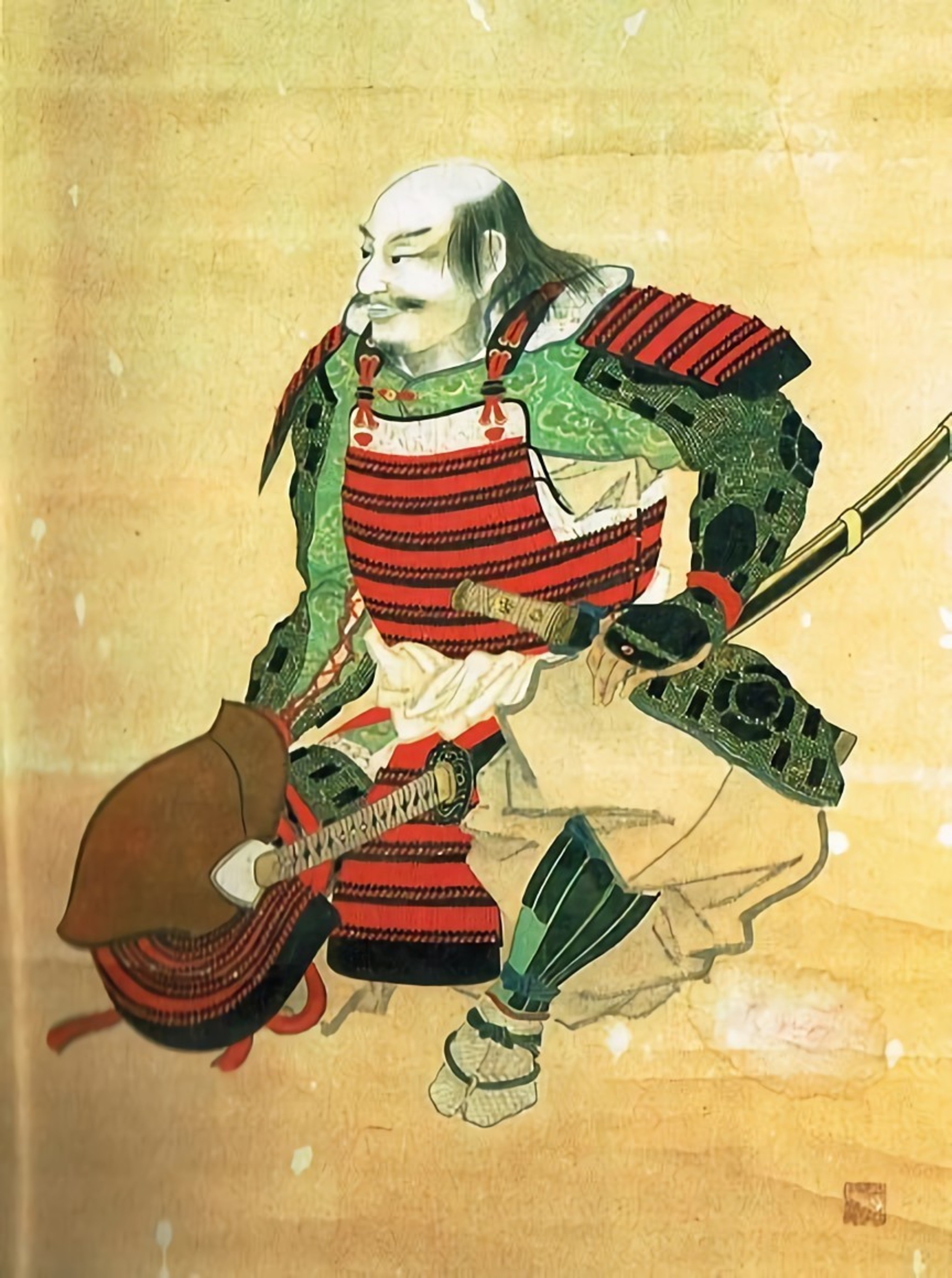
内藤修理亮昌豊
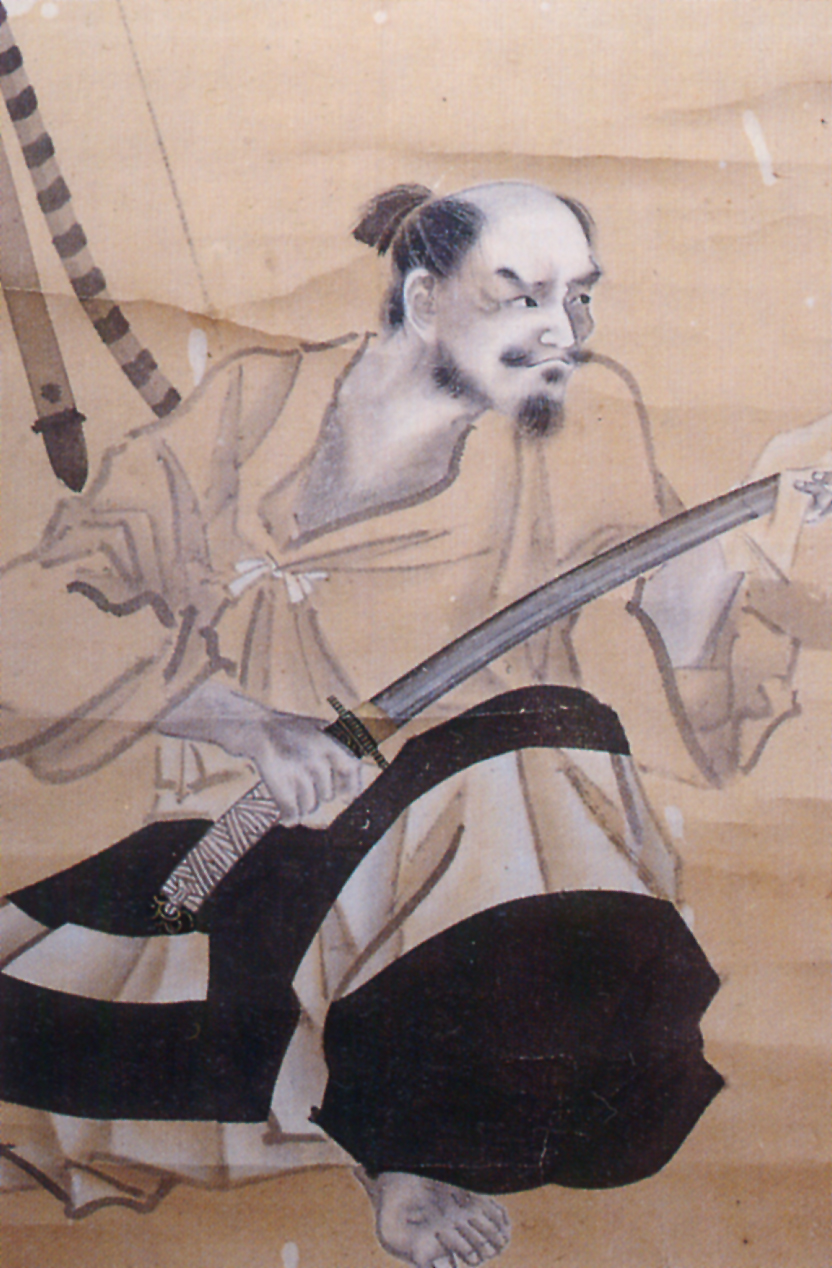
馬場美濃守信房
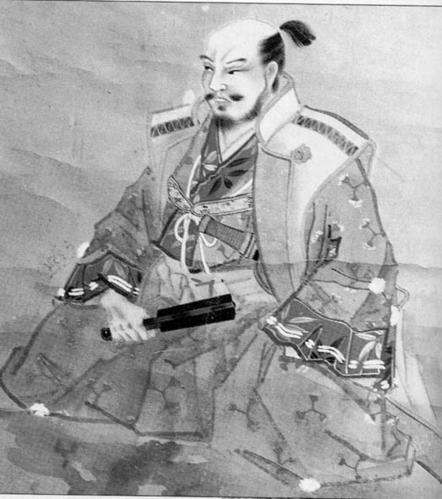
原隼人佐昌胤
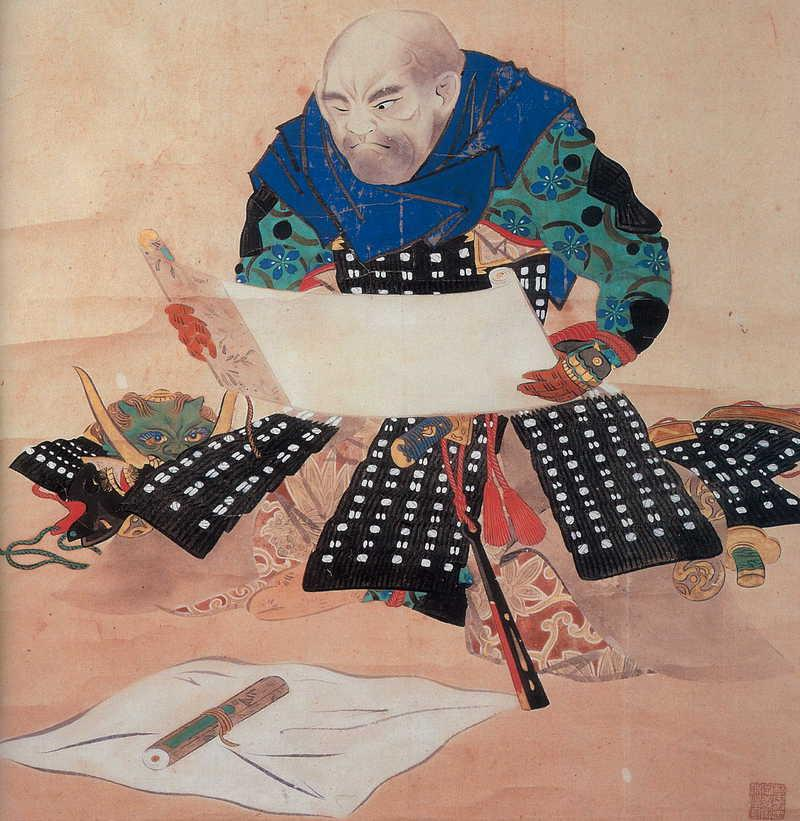
山本勘助
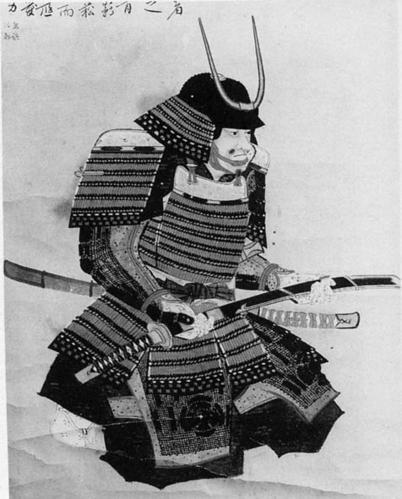
横田備中守高松

## 口絵
- 『花間鴬』前中後 末広鉄腸作 金港堂版 明治21年
- 『風流仏』前後 幸田露伴作 吉岡書籍店版 明治22年
- 『猿面冠者』 山田美妙作 春陽堂版 明治24年
- 『いちこ姫』 山田美妙作 金港堂版 明治25年
- 『東洋義民佐倉宗吾郎』 桃川燕林作 博文館版 明治27年

## 関係資料
- 添田達嶺 『半古と楓湖』 睦月社、1955年
- 日本美術院百年史編集室編 『日本美術院百年史 第一巻 上』 日本美術院、1989年
- 図録『第16回企画展 松本楓湖展 師弟と交友』 東町立歴史民俗資料館、1998年
- 山田奈々子 『木版口絵総覧』 文生書院、2005年
- 中田智則 「松本楓湖研究 ─制作の実像解明を中心に─」『二〇〇六年度 鹿島美術研究 年報第24号別冊』、2007年11月15日、pp.379-388
- 美術誌『Bien（美庵）』Vol.46「【特集】 朱鞘の勤皇志士、いざ容斎派の魂を伝えん　松本楓湖、見参!」、藝術出版社、2007年10月25日、ISBN 978-4-434-11140-2
  - 塩谷純「逸脱する松本楓湖」（註／桃投伸二）
  - 添田達嶺「松本楓湖」（『半古と楓湖』より全文）
  - 森田忠治「姫宮と楓湖と商豆と」
  - 野村弘インタビュー「出会いが継承する〈松本楓湖安雅堂記念館〉」（註／桃投伸二）
  - 結城庵「武田信玄菩提寺に眠る、楓湖の描いた山本勘助」
  - 結城庵「楓湖の弟子たち—安雅堂画塾門人列伝—」